# آمارا میلر
آمارا میلر (انگلیسی: Amara Miller؛ زادهٔ ۴ مهٔ ۲۰۰۰) بازیگر اهل ایالات متحده آمریکا است.
از فیلم‌ها یا برنامه‌های تلویزیونی که وی در آن نقش داشته‌است، می‌توان به زادگان اشاره کرد که بابت نقش‌آفرینی در آن برندهٔ جایزه هنرمند جوان شد.